# Captain of the Gray Horse Troop
Captain of the Gray Horse Troop er en amerikansk stumfilm fra 1917 af William Wolbert.

## Medvirkende
- Antonio Moreno som George Curtis.
- Edith Storey som Elsie.
- Mrs. Bradbury som Jennie.
- Otto Lederer som Crawling Elk.
- Al J. Jennings som Cut Finger.